# Bahnhof Schaan-Vaduz
Bahnhof Schaan-Vaduz er den fælles jernbanestation for kommunerne Schaan og Vaduz i Liechtenstein. Den ligger i Schaan ved
Feldkirch–Buchs-jernbanen, som er den eneste jernbane i Liechtenstein, og som drives af ÖBB.
Banegården åbnede i 1872 og var dengang en station på hurtigtogs-strækningen Wien–Paris.